# Orthonopias triacis
Orthonopias triacis és una espècie de peix pertanyent a la família dels còtids i l'única del gènere Orthonopias que habita al Pacífic oriental central: des de la badia de Monterrey (Califòrnia, els Estats Units) fins al nord de la Baixa Califòrnia (Mèxic). És un peix marí, demersal i de clima subtropical.És inofensiu per als humans.
Fa 10 cm de llargària màxima.